# 布尔克尔行动
布尔克尔行动（Akcja Bürkl）是波兰抵抗组织在1943年9月7日发动的一场刺杀行动。该行动是针对华沙的党卫队军官重点目标实施的系列刺杀行动头颅行动（Akcja Główki）中的第二场；头颅行动由凯德夫的特别组阿加特（Agat）在1943-1944年间执行；布尔克尔行动是他们的第一次成功實施的刺杀。